# Battlefield 1942 : Arsenal secret
Battlefield 1942 : Arsenal secret (Battlefield 1942: Secret Weapons of WWII) est une extension du jeu de tir à la première personne Battlefield 1942. Toujours dans l'univers de la Seconde Guerre mondiale, l'extension apporte de nouvelles fonctionnalités, comme de nouvelles armes, véhicules, batailles, factions, et un nouveau mode de jeu qui met l'accent sur la réalisation des objectifs plus que sur la destruction de l'armée ennemie.

## Accueil
- Jeuxvideo.com : 17/20[1]